# Escuela Superior de Formación de Maestros Enrique Finot
La Escuela de Formación de Maestros Enrique Finot es una Escuela de Formación para profesores del sistema escolar en la ciudad de Santa Cruz de la Sierra, Bolivia. La misma fue fundada en 1958 y comenzó sus actividades académicas el año 1959 con el nombre de Escuela Normal n.º 3, para posteriormente tomar el nombre de Enrique Finot.

## Historia
Ardua y constante fue la lucha que se desencadenó para dar lugar a la fundación de la prestigiosa Normal Enrique Finot. Inicialmente se presenta una base inestable que se data en el año 1952 con la serie de cambios en la estructura socioeconómica del país debido a la Revolución Nacional; posteriormente con la Revolución Educativa del 1955, y finalmente se logra una base favorable para la creación de la Escuela de Maestros N°3 con asiento en Santa Cruz.
En 1957, aquellos que luchaban por la creación de una Escuela Normal en Santa Cruz presionaron para que se dé el mencionado suceso y ante tal presión ejercida el gobierno de Hernán Siles Suazo exigió que se presente un proyecto de ley para tal pedido, mismo que en la Cámara de Diputados fue aprobado pero frenado en la Cámara de Senadores a causa de la presión del gobierno; todo ello a fin de no dar mérito a la movilización institucional que se dio lugar en Santa Cruz, tras lo cual el gobierno optó por dictar el Decreto Supremo N°04817 que garantizaba la creación de la Normal.
A pesar de que legalmente se daba apertura para que funcionase la Normal, en realidad la institución no comenzó su funcionamiento generando ello una molestia social. En marzo de 1959 se daba realización a un congreso en Cochabamba un Congreso Nacional de Maestros, al que habían concurrido como delegados por el magisterio de Santa Cruz los maestros: Elffy Albrecht, María Luisa Castro de Gutiérrez, Mario Ibáñez López, Eduardo Cortez León y Fernando Chávez Delgadillo; mismos que exigieron que el ministro de Educación de ese entonces Germán Monroy Bloc oficialice el funcionamiento de la Escuela Normal N°3. De tal forma un 30 de marzo de 1959 con un acto solemne el ministro Germán Monroy Bloc junto a otras autoridades dieron por fundada la Normal y por iniciadas sus labores, con el nombre de Enrique Finot Franco en honor a un destacado escritor cruceño que egresó de la Escuela Normal de Sucre el 1911.
Inicialmente la Escuela Normal no se encontraba ubicada en el actual recinto, sino hasta la presidencia del Gral. Hugo Banzer Suárez en donde la empresa URBACRUZ, representada por Alberto M. Vásquez, donó al Ministerio de Educación 28.700 m2 a fin de que allí se levante la Escuela Normal Enrique Finot. Se da inicio a partir de 1974 con las carreras de Pre-Básico, Básico e Intermedio.

## Misión

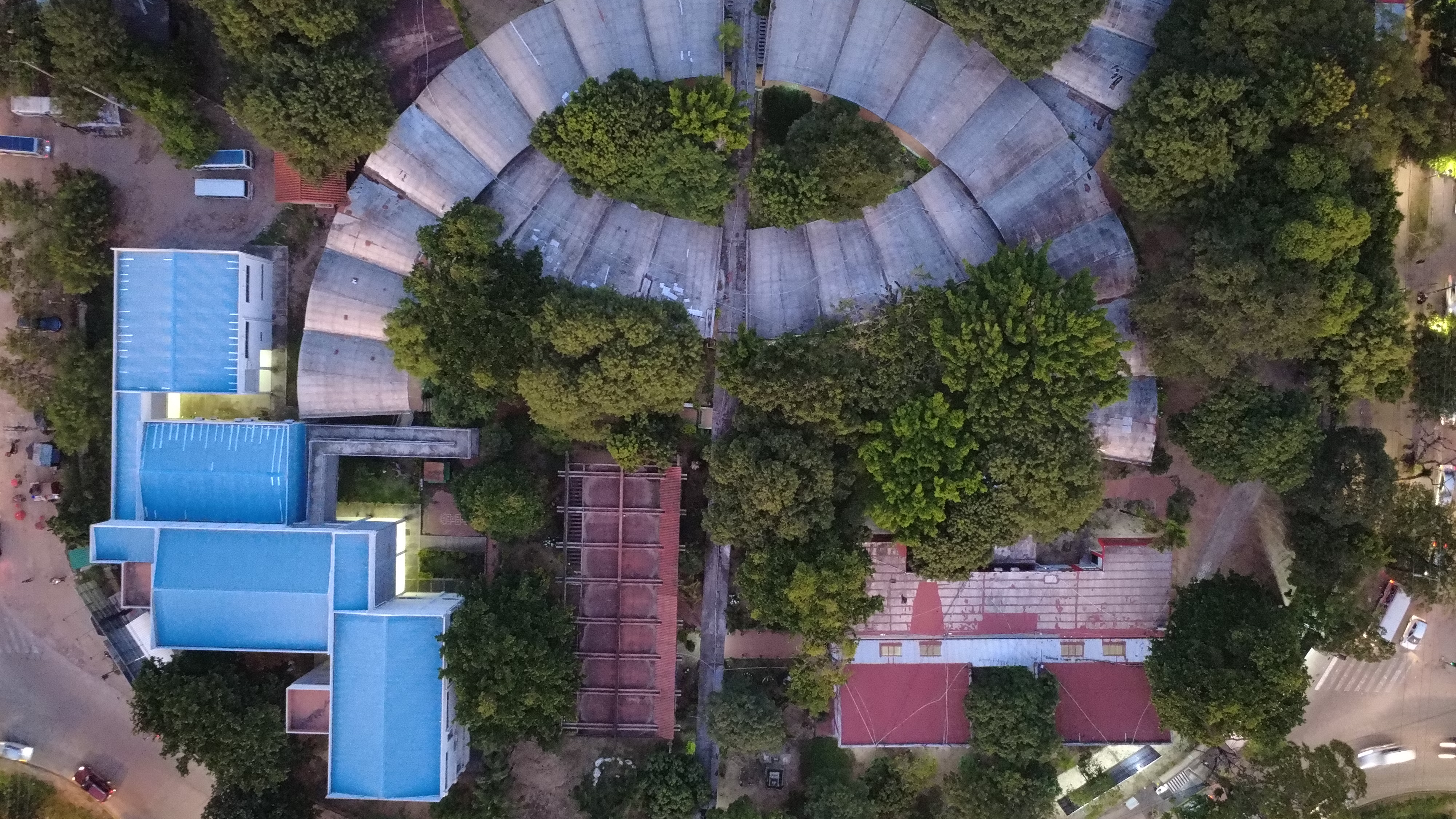
Vista aérea de la ESFMEF.

Formar maestros con alta capacidad profesional, críticos, autocríticos, con compromiso social, vocación de servicio, comprometidos con la revolución democrática y cultural y los cambios socioeconómicos que vive el país; en el marco de una educación social, comunitaria, productiva que valore y desarrolle la intra e interculturalidad y el plurilingüismo; generadora de descolonización y en perspectivas liberadoras.

## Visión
La E.S.F.M.E.F. se constituye en uno de los centros líderes de la formación de maestros a nivel nacional, cuya característica es la inclusión, la intra e interculturalidad, la calidad profesional, la calidez humana, el compromiso social y comunitario, la iniciativa y capacidad creadora que transforma en saberes pedagógicos los saberes de los pueblos y la problemática regional y nacional, con perspectiva descolonizadora y generadora de una educación liberadora.

## Admisión de estudiantes
Luego de la aplicación de la prueba escrita en la especialidad de Educación Especial, y junto con la aplicación prueba de aptitud en las especialidades de educación primaria Comunitaria Vocacional y Educación Inicial en Familia Comunitaria, se registraron alrededor de 571 estudiantes, de los cuales 350 son mujeres y 221 son varones. 